# Waldzell
Waldzell é um município da Áustria localizado no distrito de Ried im Innkreis, no estado de Alta Áustria.